# Budaors Clay Court Championships 2002
Il Budaors Clay Court Championships 2002 è stato un torneo di tennis facente parte della categoria ATP Challenger Series nell'ambito dell'ATP Challenger Series 2002. Il torneo si è giocato a Budaörs in Ungheria dal 22 al 27 luglio 2002 su campi in terra rossa.

## Vincitori

### Singolare
Diego Moyano ha battuto in finale  Jiří Vaněk con il punteggio di 4–6, 6–3, 6–4

### Doppio
Hermes Gamonal /  Adrián García hanno battuto in finale  Jiří Vaněk /  Robin Vik con il punteggio di 6–3, 0–6, 6–3